# Vincenzo Abati
Vincenzo Abati (San Cassiano, 30 settembre 1810 – Lecce, 17 giugno 1892) è stato un patriota e avvocato italiano.

## Biografia
Proveniente da un'antica famiglia signorile della Terra d'Otranto, originaria di Firenze, si trasferisce in giovane età a Napoli per condurre gli studi di letteratura, eloquenza e giurisprudenza. Si laurea presso l'Università di Napoli in giurisprudenza nel 1836.
Nel periodo napoletano entra in contatto e inizia a frequentare i giovani mazziniani e i circoli della Giovine Italia.
Tornato a Lecce diventa segretario del  mazziniano della città, di cui facevan parte Giuseppe Libertini, Gaetano Brunetti, Francesco Lo Re, Leonardo Stampacchia, Carlo Lopez y Royo.
Per la sua attività irredentistica venne posto in arresto nel 1857 su ordine del governatore Sozy Carafa e internato nelle carceri di San Francesco per la durata di ventitré mesi.
Durante la sua attività aveva dato rifugio e nascondiglio a numerosi ricercati dal governo borbonico per reati politici.

Fervente repubblicano, venne eletto sindaco di Nociglia e in seguito nella deputazione provinciale, nelle file della Sinistra storica, con il mazziniano Partito d'Azione.
Nel 1864 entrò a far parte del Comitato Leccese per la Guerra Nazionale e nel 1865 aderì alla Massoneria, Loggia Mario Pagano, nella quale ricoprì il grado di Maestro Venerabile dal 1883. Si spense nel giugno 1892 a causa di una polmonite acuta.